# GO!GO!らじ丸
GO!GO!らじ丸（ゴー!ゴー!らじまる）は、2014年9月29日から青森放送（RABラジオ）で平日 11:55 - 16:00に放送されていたラジオ番組。

## 概要
- 1972年から42年間に渡って平日の昼から午後に放送されていた番組の「あおもりTODAY」および2012年10月からの2年間、15時台に放送されていた「AN-HITORI」の後継番組で今回の改編でこれらの放送枠が統合されて、2年ぶりにあおもりTODAY時代（2006年10月 - 2012年9月）までの編成に戻った。
- 番組開始当初からメインパーソナリティーに就任した5名のうち、瀬川、鉄マン、坂本の3名はRABラジオにおいて初となるレギュラー番組となった。また、十日市は当番組開始前の2012年10月より土曜午後に放送されている冠番組「十日市秀悦のサタデー横丁」にも引き続き出演していることに伴い、十日市はRABラジオにおいて金曜と土曜の立て続けに午後の番組に出演することとなった。
  - 2016年3月の最後の週をもって、瀬川と鉄マンが当番組のメインパーソナリティーを降板。翌週からは、青森放送に所属する夏目と青山がそれぞれ後任として当番組のメインパーソナリティーに就任。なお、青山は当番組のメインパーソナリティー就任後も日曜午後に放送されている冠番組「良平のラジオにおいでよ!!」へ引き続き出演しており、RABラジオでは火曜と日曜の午後に青山の出演番組が放送されることとなった。
- 番組開始の2日後の10月1日 12:00からRABラジオでradikoによる再送信が開始され、RABのテレビカメラが放送中のスタジオに入ってradiko開始の様子を映像に収めていた[注 1]
- 番組名とテーマソングの制作は橋本康成[注 2]、テーマソングの歌唱はシンガーソングライターの小山内創祐が担当。
- 例年12月24日は「RABラジオ・チャリティー・ミュージックソン」の放送に伴い休止となり[注 3]、祝日の一部は、特別番組放送などで放送時間が短縮となる場合がある。

## 出演者

### パーソナリティー
最終回時点
- 月曜 - 夏目浩光[2]（ラジオ制作部ディレクター、2016年4月4日 - [注 4]、2016年3月末まではプロデューサー・チーフディレクター）
- 火曜 - 青山良平[2]（2016年4月5日 - ）
- 水曜 - 坂本サトル[2]（ミュージシャン）[注 5]
  - 坂本のみ、後継番組『らじすく!エア』に続投となる（担当曜日も変わらず）。
- 木曜 - 黒石八郎[2]（タレント）[注 6][3]
- 金曜 - 十日市秀悦[2]（タレント）[注 7][注 8]

### アシスタント
- 筋野裕子[2] - 月・木曜担当[2]（2016年3月までは火曜も担当。）[注 9]
- 吉﨑ちひろ - 火・水曜担当（2021年3月30日 - ）[注 10]
- 橋本莉奈 - 金曜担当（2021年10月1日 - ）[注 11]
- 田村啓美[2] - ピンチヒッターとして不定期[注 12]
- 鮫島大史 - ピンチヒッターとして不定期[注 13]

- - なお、アシスタントが体調不良などにより当番組を欠席したり早退した際には、他の曜日の担当者や当番組出演者以外のアナウンサー[注 14]が代役を務める。

### ラジオカーリポーター
- 成田洋明[1] - 月・火・金担当
  - 2016年6月15日から2020年1月15日までは、毎月第3水曜日のコーナー「成田洋明のゲームマンがやってきた!」に出演していた。
  - 2022年4月11日（月曜）の放送では夏目が欠席したことに伴い、メインパーソナリティーの代理を担当。
- 張間陽子（ハリ子）[1] - 水・木担当
  - 2015年10月2日から2016年3月25日までと、2016年10月8日からの一時期は金曜日も出演していた[注 15]。
  - 2022年5月18日（水曜）の放送では、坂本がコンサートの出演で欠席したことに伴い、メインパーソナリティの代理を担当。
- 放送日や時間帯（主に14時台）によってはスタジオにて、メインパーソナリティーやアシスタントらのトークに加わるケースもある。

### 日本原燃サイクル情報センター公開生放送担当
- 青森市役所向かいの日本原燃サイクル情報センター（東奥日報新町ビル2階）からの公開生放送を実施（不定期実施・この公開放送はかつて12時台に放送していた『お昼はいただきミュージックランチ』時代から継続しているものである。）[1]。
- 番組開始当初は伊東と桒子のコンビだったが、2016年4月より長澤・吉﨑・猪股の3人が加わり、毎月メンバーをシャッフルする方式に変更となった。
- 2018年3月をもって、桒子・長澤・猪股が出演終了となった。
- 伊東幸子（2014年10月 - ）
- 吉﨑ちひろ（2016年4月 - ）
- 筋野裕子
- 田村啓美

### 過去
| 期間       | 期間       | パーソナリティ | パーソナリティ | パーソナリティ | パーソナリティ | パーソナリティ | アシスタント | アシスタント | アシスタント | アシスタント | アシスタント |
| 期間       | 期間       | 月             | 火             | 水             | 木             | 金             | 月           | 火           | 水           | 木           | 金           |
| ---------- | ---------- | -------------- | -------------- | -------------- | -------------- | -------------- | ------------ | ------------ | ------------ | ------------ | ------------ |
| 2014.9.29  | 2016.4.1   | 瀬川さとし     | 鉄マン         | 坂本サトル     | 黒石八郎       | 十日市秀悦     | 筋野裕子     | 筋野裕子     | 上野由加里   | 筋野裕子     | 上野由加里   |
| 2016.4.4   | 2018.3.30  | 夏目浩光       | 青山良平       | 坂本サトル     | 黒石八郎       | 十日市秀悦     | 筋野裕子     | 田村啓美     | 上野由加里   | 筋野裕子     | 上野由加里   |
| 2018.4.2   | 2021.3.26  | 夏目浩光       | 青山良平       | 坂本サトル     | 黒石八郎       | 十日市秀悦     | 筋野裕子     | 田村啓美     | 桒子英里     | 筋野裕子     | 桒子英里     |
| 2021.3.29  | 2021.9.24  | 夏目浩光       | 青山良平       | 坂本サトル     | 黒石八郎       | 十日市秀悦     | 筋野裕子     | 吉崎ちひろ   | 吉崎ちひろ   | 筋野裕子     | 桒子英里     |
| 2021.9.27  | 2022.4.1   | 夏目浩光       | 青山良平       | 坂本サトル     | 黒石八郎       | 十日市秀悦     | 筋野裕子     | 吉崎ちひろ   | 吉崎ちひろ   | 筋野裕子     | 橋本莉奈     |
| 2022.4.4   | 2022.5     | 夏目浩光       | 青山良平       | 坂本サトル     | 黒石八郎       | 十日市秀悦     | 筋野裕子     | 田村啓美     | 田村啓美     | 筋野裕子     | 橋本莉奈     |
| 2022.5     | 2022.10.14 | 夏目浩光       | 青山良平       | 坂本サトル     | 黒石八郎       | 十日市秀悦     | 筋野裕子     | 田村啓美     | 橋本莉奈     | 筋野裕子     | 橋本莉奈     |
| 2022.10.17 | 現在       | 夏目浩光       | 青山良平       | 坂本サトル     | 黒石八郎       | 十日市秀悦     | 筋野裕子     | 田村啓美     | 鮫島大史     | 筋野裕子     | 橋本莉奈     |

#### ゲストパーソナリティ
- アーサー・ビナード（詩人・俳人） - 月1回水曜日出演（ - 2016年3月23日）

#### 日本原燃サイクル情報センター公開生放送担当
- 桒子英里（2014年10月 - 2018年3月）
- 長澤瑠璃子 (2016年4月 - 2018年3月）
- 猪股南（2016年4月 - 2018年3月）

## スタッフ

### ディレクター

#### 現在
- 月曜：大嶋耕介
- 火曜：是川茉耶（2017年11月7日 - 、2018年4月6日 - 2019年3月29日まで金曜日も担当）
- 水曜：葛西保（土曜ワラッター!では「肉雄」の名で活躍）
- 木曜：皆川歩
- 金曜：葛西保（2019年4月5日 - ）

#### 過去
- 山内千代子（月曜担当、2014年9月29日 - 2016年3月28日）
- 今道隆（火曜担当、2014年9月30日 - 2016年3月29日）
- 福岡夏希（金曜担当、2014年9月30日 - 2017年3月31日）
- 田村啓美（月曜担当、2016年4月4日 - 2018年3月26日 ）
- 斉藤暢（2017年4月7日 - 、2016年4月5日 -　2017年10月31日まで火曜日も担当 ）
- 渡辺英彦（プロデューサー兼・水曜チーフ、2016年4月4日 - 2018年3月30日、2018年4月の人事異動で報道局次長に就任の為降板）

## 主なコーナー
2022年10月時点。

### 11:55 - 12:00
- アバントーク[4]

### 12時台
- 12:00：東奥日報ニュース・天気予報[4]
- 12:20：らじ丸タイム[4]
  - パーソナリティが1週間に自身にあったエピソードなどを、アシスタントとフリートークを行うコーナー。
- 12:30：ラジオカーレポート[4]
  - ラジオカーのリポーターにパーソナリティから課題を与えられ、その課題に見合った人を探し出すほか、店舗のイベント情報なども伝える。

### 13時台
- 13:00：東奥日報ニュース[4]
- 13:05：朗読のミカタ（TBSラジオ）[4]
- 13:20：岩手八幡平サラダファームヴィレッジ便り（火曜のみ）・中小企業いってみ隊!（金曜のみ）[4]
  - 後者は、あおもりTODAYで金曜日に放送されていた「オスカルが行く 中小企業応援隊」の後継企画であり、
リポーターの成田[注 17]が青森県内の中小企業にラジオカーで訪問し、企業を紹介するコーナー。

### 14時台
- 14:00：RABニュース・天気予報・道路交通情報（日本道路交通情報センター）[4]
- 14:05：ニジマル[4]

月曜「なつめ広告代理店」（2016年4月4日 - ）
夏目が社長を務める架空の会社の設定。番組発の企画や、各企業の宣伝（インフォマーシャル）を実施。
火曜「あの頃あの歌まだ青春」（2016年4月5日 - ）
青山とアシスタント（回によっては成田も加わる）が厳選した曲と、リスナーから寄せられたメッセージを中心に、成田によるラジオカーからのリポートも交えて進行するコーナー。
回によっては、楽曲の放送よりもトークの方が中心となるケースもある。
水曜「坂本サトル ラジオジャーニー」
音楽で人生を旅する男・坂本が様々な人生の旅を探り、毎週人や物事等にこだわり掘り下げていくコーナー。坂本と親交のあるミュージシャンなどもゲストとして出演するケースがある。
木曜「八ちゃんのWA-HO!」
「八ちゃん」こと黒石が、リスナーの家族についての投稿に「八ちゃん」らしく、おもしろおかしく回答するコーナー。
回によっては、リスナーらとクイズ企画やゲーム企画を行うケースもある。
最後には「WA-HO!賞」として、黒石が投稿の中から毎週1つの投稿を選び、プレゼントを贈る。
1回目の放送は「ダンナのにおい」について、リスナーの投稿を中心にいろいろと話をした。
金曜「十日市キニナ〜ル!」
十日市が電話やファックスやメールで、リスナーに気になることを聞いてみるコーナー。
回によっては、リスナーらとクイズ企画やゲーム企画を行うケースもある。
1回目の放送は「南部弁」と「津軽弁」の違いがテーマで、十日市と上野（当時の金曜アシスタント）は、ともに八戸市出身で「南部地方の出身」で「南部弁」の書かれたカードを引いて「津軽弁」ではどのように言うのかを聞いていた。
- 14:45：ジャパネットたかた ラジオショッピング[注 18][4]
- RABラジオ高校野球速報（夏の全国高校野球青森大会開催期間中のみ）

### 15時台
- 15:00：RABニュース[4]
- 15:05：はいうぇい 人街ネット 青森（金曜のみ）[4]
- 15:10：りんご生産情報（月曜から木曜、金曜は15:12）・世界に届け!下北ジオパーク（金曜のみ）[4]
- 15:20：らじ丸インフォメーション[4]
  - 青森県内の催し物について、電話でインタビューする形で案内をする。
また、スタジオから案内も行う。
- ラジオカーラストレポート
  - ラジオカーに乗ったリポーターが、番組の終盤でパーソナリティーとやり取りを行うコーナー。

## 過去のコーナー
月曜「サトちゃん ねほりはほり」
「南部のさとちゃん」こと瀬川が、日常生活で役立つ情報を伝えていくコーナー。
1回目の放送は「消費者被害」についての傾向と対策を、青森県消費生活センターのアドバイザーをゲストに迎えて、紹介していた（2014年9月29日 - 2016年3月28日）。
火曜「鉄マン 午後の馬鹿力」
開始当初はホイドーズのボーカル・鉄マンが、青森県内のことについて熱く語るコーナーとしてスタートしたが、後に「鉄マンがリスナーの夢を応援」するという「あおもりTODAY」時代の「月曜ラジオバザール」にコーナーのコンセプトをシフトした。
1回目の放送は鉄マンの活動拠点になっている「黒石市の新」をテーマに、黒石市に向かったラジオカーとスタジオを結び、「黒石市」のことについて色々と話し合っていた（2014年9月30日 - 2016年3月29日）。
- 再びアナタのソナエ（月曜のみ、2015年3月30日 - 2016年3月28日）
- 週替わり、らじ丸ゲーム（2014年9月29日 - 2016年4月1日）
  - 毎週、パーソナリティが同じゲームを行い、最も成績が良かったパーソナリティにポイントを与える。
- GO!GO!セブンイレブン（火曜のみ、2016年8月2日 - 2016年8月30日）
- 今週のご近所ニュースクイズ（月曜のみ、2016年4月4日 - 2016年9月19日）
  - 新聞等から拾った地域の話題をクイズとしてリスナーへ出題するコーナー。
受付は2人居る電話オペレーターの内1人が15:30で帰る為、FAXとEメールのみ。
- VOICE（不定期コーナー）
  - ディレクターやアナウンサーが街に出て、一つのテーマを基に街頭インタビューを実施した模様を紹介。
- アディーレ身近な法律ミニ知識（最終火曜のみ）
  - アディーレ法律事務所名古屋支店弁護士（放送時点）の正木裕美が、投稿された相談を法律に基づいて解説を行うミニ番組。聞き手は田村。
- 日清食品PRESENTS「成田洋明のゲームマンがやってきた!」（毎月第3水曜のみ、2016年6月15日 - 2020年1月15日）
- 保険なんでも相談所（毎月第3週以外の水曜のみ、2016年5月25日 - 2017年2月22日）
- らじ丸木曜らじリンピック（木曜のみ、2016年4月7日 - ?）
  - 前週までの「週替わりらじ丸ゲーム」では平日のパーソナリティが同じゲームで戦ったが、このコーナーは黒石が1ヵ月間同じゲームに挑戦して、前週に自身が出した記録の更新に挑む。
- 大相撲をより面白く観る方法（2014年9月29日 - 2017年9月29日）
- 過払い金ナットク法律相談（木曜のみ）
- マツダアンフィ二青森　私のプレミアム（金曜のみ)
- 家族になるってオモシロイ（月曜のみ、2016年5月2日 - ?）
  - あおもり出会いサポートセンターからの男女の出会い・婚活に関する最新情報を伝えるコーナー。
- すじちゃんの晩ごはんなーに?（月曜のみ、2016年10月3日 - 2017年9月25日）
- らじ丸どっちのレシピショー（月曜のみ、2017年10月2日 - 2022年3月28日）
  - 夏目と筋野がリスナーから送られた料理のレシピから1つ選び、プレゼンを行い対決する。
- 福間直樹の不動産とお金の知恵袋（毎月第2・第4火曜、2016年3月 - 2018年3月27日）
- ニッポンを元気に!あなたの街の支え人（木曜のみ、? - 2022年4月7日）
  - 張間がラジオカーで県内の様々な街に訪れ、その街の地域づくりに貢献している人物にインタビューを行う。
- SAPPOROプレゼンツ三ツ星あおもりに乾杯!（金曜のみ、一時期の10月 - 3月迄の期間のみ放送）
- ゆかりの十日市さんに聞かせたい〜（金曜のみ)  洋楽かぶれの上野が、昭和歌謡曲しか知らない十日市に洋楽を紹介して、気に行った度合いを点数付けする。
- らじ丸木曜青森ワッツ情報（木曜のみ）
- おらほのラジオ体操（金曜のみ）
  - 十日市が南部弁の掛け声で指揮するラジオ体操を行う。第1と第2が存在し、週替わりで交互に実施されている。
- トヨタ街角ステーション（木曜のみ）
- 坂本サトル今週の生歌（水曜のみ）
  - 坂本がアコースティックギターを弾いて、自身の持ち曲や様々な楽曲をカバーし、生歌を披露する。
- 耳で聞くヨガ、午後のリラクゼーションタイム（木曜のみ）
- 八ちゃんの民謡ジェネレーション（木曜のみ）
  - 黒石らが月替わりで、様々な民謡をカバーするコーナー。黒石が歌、筋野と張間が掛け声を担当する。

### 内包番組
- GIFT〜未来への贈り物〜（TBSラジオ、2021年10月 - 2022年9月）

## その他
12時台「らじ丸タイム」と15時台「らじ丸インフォメーション」のコーナーで放送されるCMは当番組開始以前から、青森・野辺地局／八戸・十和田局／弘前・深浦局で分かれていたが、2017年4月3日より各地域で流れていたスポンサーのCMが全県放送に変更された（主に日専連カード加盟店）。
2017年5月の大型連休に青森市内で行われた、LGBTのパレードの模様を特集した月曜日「なつめ広告代理店」が、2017年・第65回日本民間放送連盟賞・ラジオ教養部門の優秀賞を受賞した。

## 関連商品
- 「GO!GO!らじ丸」と「工藤パン」とのコラボ商品として「イギリストースト・焙煎ピーナッツクリーム&苺ジャム」を2014年10月に限定販売した。
  - 青森放送 RABラジオ x KUDOPAN コラボ商品発売![6]
  - 工藤パン KUDOPAN RABラジオコラボ企画[7]